# Modeste Cornil
Modeste Cornil (* 1830 in Gosselies; † 1898) war ein belgischer Rechtswissenschaftler.
Cornil war Professor an der rechtswissenschaftlichen Fakultät der Universität Brüssel. Zwischen 1886 und 1888 war er Mitglied der Kommission zur Revision des belgischen Strafgesetzbuches.

## Ehrungen
- Benennung einer Straße in seinem Geburtsort

## Quelle
- Thierry Denoël (Hrsg.): Le nouveau dictionnaire des Belges – Brüssel: Le Cri, 1992

| Personendaten    | Personendaten                    |
| ---------------- | -------------------------------- |
| NAME             | Cornil, Modeste                  |
| KURZBESCHREIBUNG | belgischer Rechtswissenschaftler |
| GEBURTSDATUM     | 1830                             |
| GEBURTSORT       | Gosselies                        |
| STERBEDATUM      | 1898                             |